# Geoffray Toyes
Pour les articles homonymes, voir Toye.
Geoffray Toyes est un joueur de football français né le 18 mai 1973 à Bordeaux.

## Biographie
Ce défenseur joue notamment en faveur des Girondins de Bordeaux, du FC Metz et du club belge du Royal Excelsior Mouscron.

## Clubs
- 1994-1997 :  Girondins de Bordeaux
- 1997-2003 :  FC Metz
- 2003-2004 :  AS Nancy-Lorraine (D2)
- 2004-2005 :  RAA Louviéroise
- 2005-2008 :  Royal Excelsior Mouscron
- 2008-2010 :  FC Brussels (D2 belge)

## Palmarès
- Champion du monde militaire en 1995 avec l'équipe de France militaire
- Finaliste de la Coupe de l'UEFA en 1996 avec les Girondins de Bordeaux
- Finaliste de la Coupe de la Ligue en 1997 avec les Girondins de Bordeaux et en 1999 avec le FC Metz
- Vice-Champion de France en 1998 avec le FC Metz
- Finaliste de la Coupe de Belgique en 2006 avec le Royal Excelsior Mouscron